# Armlock

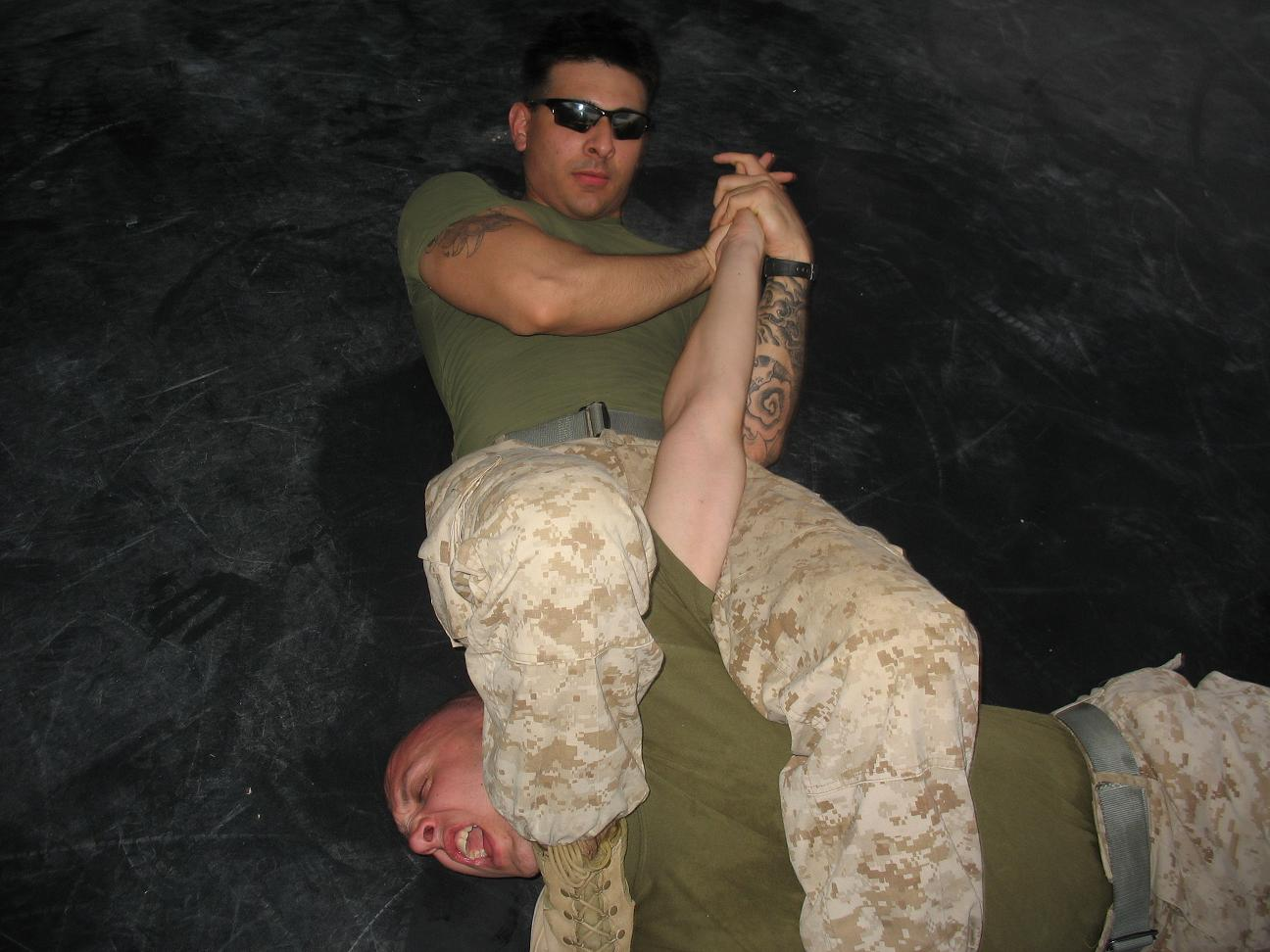
Soldado realizando un jūji-gatame (armlock) a otro.

Armlock es una llave de agarre cuyo objetivo es hiperextender, hiperflexionar o hiperrotar la articulación del codo o del hombro para causar dolor en ella o incapacitar el oponente. Cuando está destinada al hombro, es llamada shoulder lock, mientras que cuando se dedica específicamente a hiperextender el codo, recibe el nombre de armbar (conocido en español como palanca o luxación). Dependiendo de la flexibilidad anatómica del oponente, cualquiera de estos dos puntos puede causar daño también en el otro.
Esta técnica requiere un uso efectivo de palanca corporal por parte del usuario para asegurar la llave, así como para impedir que el oponente escape. Por ello, es más fácil de aplicar en el suelo, desde posiciones de control y guardas al nivel del rival. Un armlock es mucho más difícil de realizar cuando los combatientes están de pie, aunque existen variantes que eliminan esta desventaja mediante modos de derribo e inmovilización, que se pueden encontrar en artes como el Chin Na. Un intento fallido de armlock puede a veces resultar fatal, ya que el oponente puede escapar y encontrar una posición dominante sobre el usuario.
Los armlocks son el tipo de llave de sumisión más usada en deportes de combate y artes marciales. En entrenamientos, el método de ejecutar una llave al brazo es generalmente lento y controlado para dar al oponente una oportunidad de rendirse antes de que se produzca alguna lesión; pero, cuando se realizan en ámbitos reales como la defensa personal, o cuando se realizan erróneamente o con demasiada fuerza, pueden causar fracturas en músculos, tendones o ligamentos, e incluso dislocaciones y fracturas óseas en los casos más graves.

## Armbar
Jūji-gatame (十字固 Jūji-gatame?, acortación de ude-hishigi-jūji-gatame), llamada armbar o cross armbar en el mundo angloparlante y palanca o luxación de brazo en el hispanoparlante, es una técnica de hiperextensión de brazo inventada en el kodokan judo. El nombre "palanca" hace referencia a la forma del brazo extendido del oponente, mientras la palabra japonesa "jūji" (十字) se refiere al parecido del carácter en kanji 十 a la forma de los dos cuerpos cruzados del usuario y su oponente.

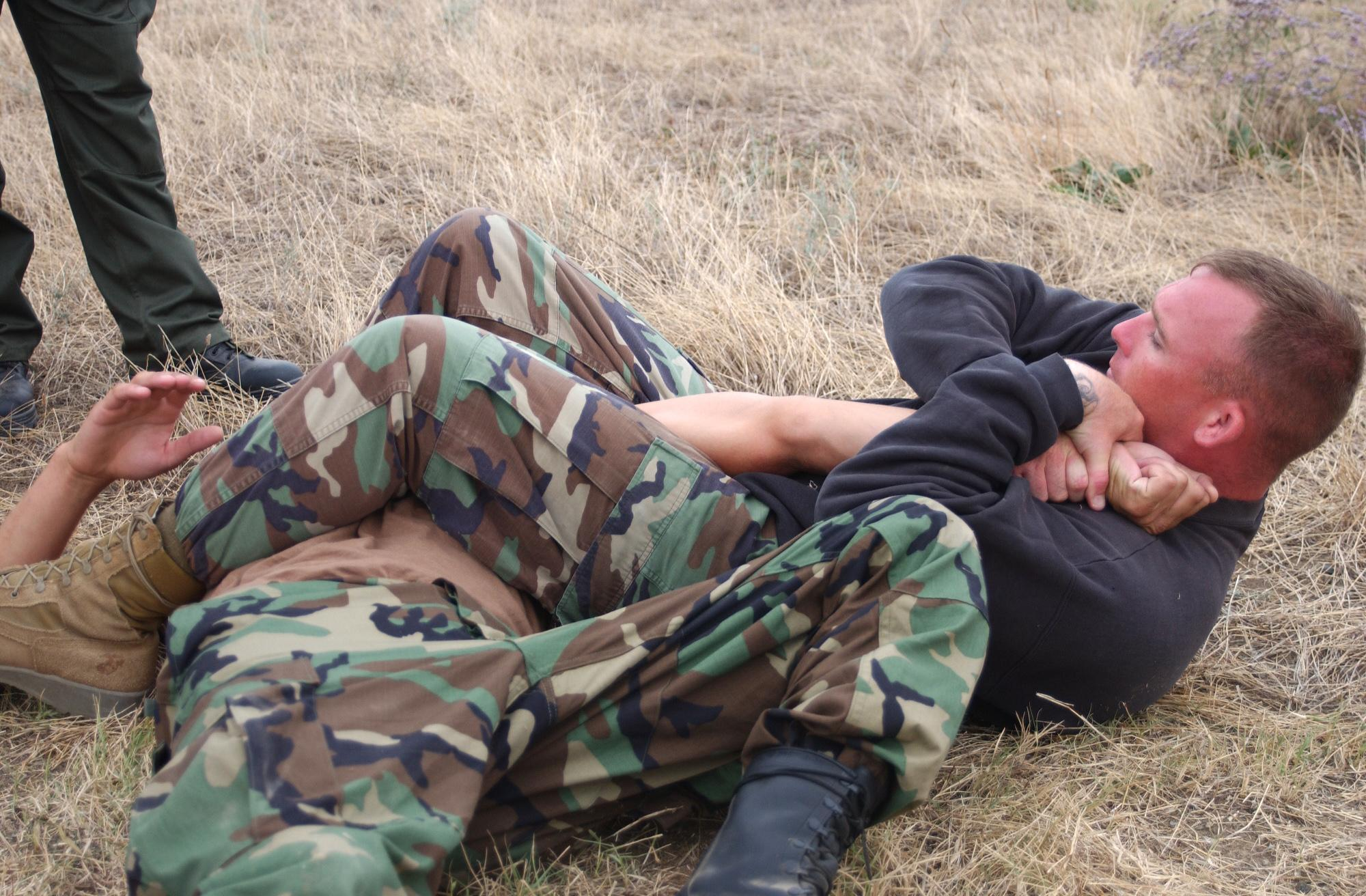
Soldado realizando un cross armbar o jūji-gatame a otro.

En general, el atacante asegura la muñeca del oponente y estira el brazo entero sobre el pecho del usuario, sujetándolo en su lugar con las rodillas. Las piernas del atacante son extendidas en perpendicular al pecho del oponente, con el codo apuntando hacia las caderas. Sujetando la muñeca con el meñique hacia el esternón del usuario y el pulgar hacia arriba, el atacante puede fácilmente extender el brazo apresado y de ese modo hiperextender la articulación del codo. El atacante puede incrementar la presión arqueando sus caderas contra el codo.
Este movimiento es probablemente una de las llaves más usadas en los deportes de combate, ya que su ejecución establece un control sobre el brazo del oponente que reduce considerablemente el riesgo de lesión, más allá de donde el usuario la aplique. Su uso puede ser encontrado en judo, jiu-jitsu, sambo, jiu-jitsu brasileño, shoot wrestling, artes marciales mixtas y varias disciplinas más.

### Flying armbar
Tobi-jūji-gatame (飛び十字固め Tobi-jūji-gatame?) o flying armbar es una versión del cross armbar que es realizado desde una posición de pie. El atacante agarra el cuello y el brazo del defensor con ambas manos y, tirando de la presa para sujetarse a él, salta con las piernas abiertas, pasando una a cada lado del torso del defensor; en ese momento, mientras el defensor se inclina hacia delante debido al peso del atacante colgado de él, este alza la pierna del lado con el que sujeta el brazo del defensor y la pasa por encima de la cabeza del oponente. De esta manera es establecido un cross armbar en el aire, con el usuario sujetando el brazo del defensor entre sus dos piernas. Llegado a esa posición, ambos luchadores generalmente caen al suelo, y el usuario puede moverse para buscar la posición común de cross armbar, con la espalda del oponente apoyada contra el suelo, para así hacer toda su fuerza.

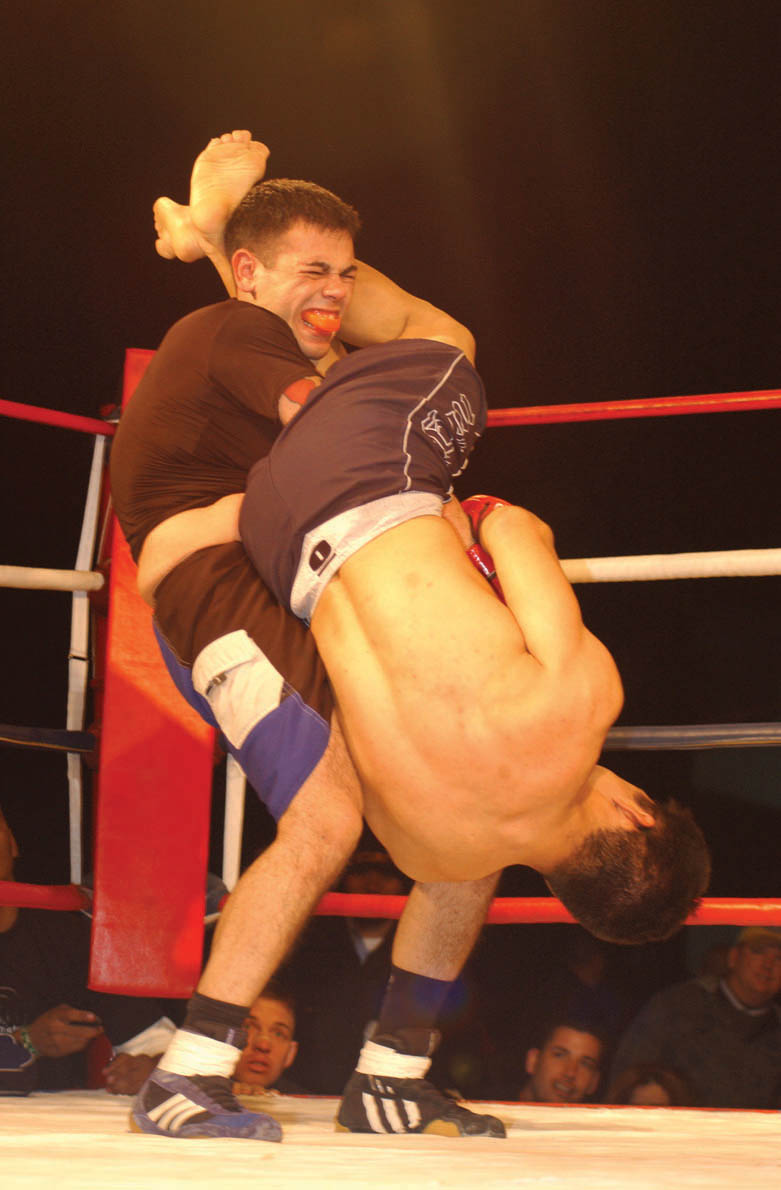
Un luchador intenta evitar un flying armbar golpeando al oponente contra el suelo.

Esta técnica entraña un significativo riesgo, ya que el usuario debe esencialmente saltar colgado del oponente y situarse casi cabeza abajo mientras realiza el movimiento, por lo que es fácil que un usuario inexperto resbale y caiga sobre su cabeza; además, si el defensor es lo suficientemente fuerte como para permanecer de pie levantando al atacante, puede dejarse caer para estrellarle contra el suelo y que libere la presa. Por estos motivos, el flying armbar es muy poco común, y cuando es realizado, suele ser a gran velocidad para que el oponente no lo impida.

### Helicopter armbar
Esta es una versión similar a la anterior, que es usada en lucha libre y jiu-jitsu, y que cuenta con un comienzo vagamante similar a un tomoe nage de judo. Cuando el atacante se encuentra situado ante el defensor, agarra sus brazos (o su gi, si lo tiene) y se deja caer hacia atrás, tirando de él hacia delante; a la vez, el atacante levanta sus piernas y apoya sus pies contra el abdomen del defensor para que este, al caer hacia delante, quede apoyado sobre ellos. En esa posición, el atacante levanta al oponente con sus piernas y, en el momento en que este está vertical, pasa una pierna sobre su cabeza y lo deja caer lateralmente. El resultado es que el defensor aterriza en una posición con el armbar desplegado sobre él.

### Triangle armbar
Sankaku-gatame (三角固?) o triangle armbar es un cross armbar realizado desde una posición de triangle choke. Original del judo, es normalmente usado cuando el triangle choke no está funcionando. Su efectividad radica en el hecho de que el brazo del defensor está expuesto mientras trata de liberarse del triangle choke y su atención está centrada en detener la estrangulación.

## Shoulder locks
Shoulder lock designa varios tipos de inmovilizaciones de brazo que se ejecutan aplicando presión entre el hueso radial y el hombro.

### Keylock
Ude-garami (腕緘?) (conocida como keylock o americana en el jiu-jitsu brasileño y top wrist lock o V1 armlock en el catch wrestling) es una llave que utiliza los dos brazos del usuario para hiperflexionar el hombro, el codo y en menor medida la muñeca del oponente. El movimiento es generalmente puesto en marcha por el usuario usando una mano para apresar la misma mano del oponente (la derecha para apresar la derecha, por ejemplo) por la muñeca, de manera que el codo termine en ángulo recto con la palma hacia arriba. Posteriormente, el usuario introduce su otra mano bajo el bíceps del oponente y agarra su propia muñeca, creando así una figura en forma de cuatro y generando ventaja mecánica sobre el oponente. Para finalizar la sumisión el usuario desliza la muñeca del oponente hacia la parte inferior del cuerpo mientras a la vez eleva el codo y el antebrazo, creando un movimiento opuesto a la dirección de la articulación y causando así flexión en el hombro y el codo. La llave genera suficiente dolor como para obligar al rival a rendirse y para causar daño si el oponente se niega.

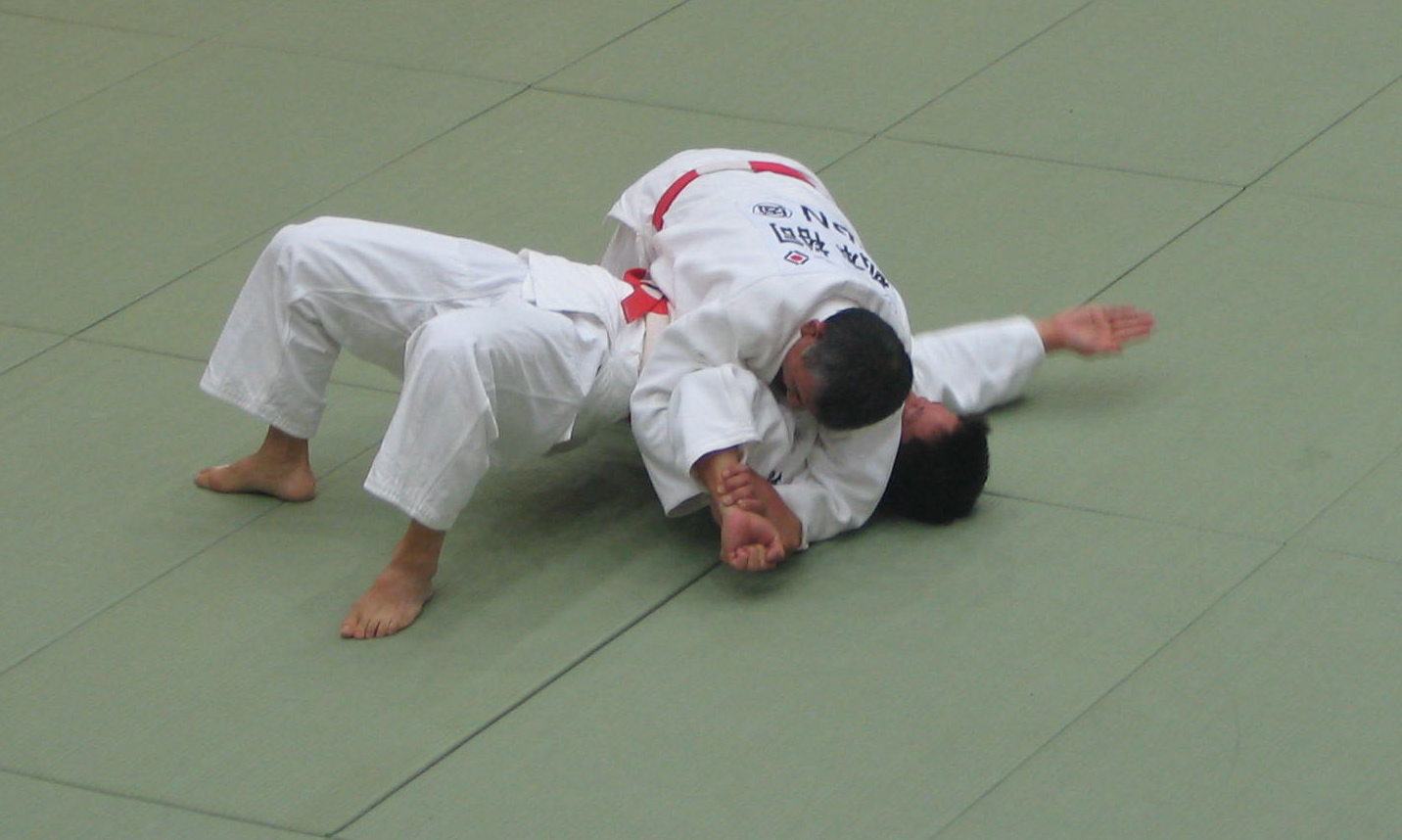
Ude-garami intentada por un judoka sobre otro.

Este movimiento puede ejecutarse desde varias posiciones, aunque la más común es la que puede apreciarse en la fotografía. Existe una variante, oriunda del catch wrestling y llamada pillow armlock o pillow hold, en la que el usuario pasa un brazo por detrás de la cabeza del oponente y lo usa para tirar de ella hacia sí y causar presión en el cuello.
Su nombre popular en el jiu-jitsu brasileño, "americana", proviene del campeón americano de lucha libre Bob Anderson, que solía entrenar con el practicante de jiu-jitsu Rolls Gracie y poseía un gran manejo de este movimiento.

### Kimura
Gyaku-ude-garami (逆腕緘?) (conocida como Kimura lock en el jiu-jitsu brasileño y chickenwing o double wrist lock en el catch wrestling) es una llave derivada de la anterior. Su aplicación es similar, excepto que se hace al revés: la muñeca del oponente es apresada con la mano del mismo lado, y el brazo opuesto es puesto tras el brazo del oponente, de nuevo agarrando la muñeca para formar un cuatro. Empujando el brazo lejos de su cuerpo, se hace presión en la articulación del hombro y, dependiendo del ángulo, también en la del codo (en algunas variaciones, el brazo del oponente es puesto a su espalda, resultando en una posición similar a la del hammerlock).
Este movimiento fue popularizado por el judoka Masahiko Kimura, quien la usó para derrotar al practicante de jiu-jitsu brasileño Hélio Gracie.

### Omoplata
Ashi-sankaku-garami (三角緘?) (omoplata en el jiu-jitsu brasileño y coil lock en el catch wrestling) es una llave de hombro similar al Kimura lock, solo que en lugar de usar un brazo para formar un cuatro, usa una pierna. El movimiento es aplicado poniendo una pierna bajo la axila del oponente y girando 180º en la dirección de esa pierna, lo que tira del brazo del oponente y lo bloquea. Empujando perpendicularmente el brazo lejos de la espalda del rival, se genera presión en los hombros del oponente. También es posible hacer presión en la articulación del codo doblando la pierna que apresa el brazo y girándola de cierta manera.

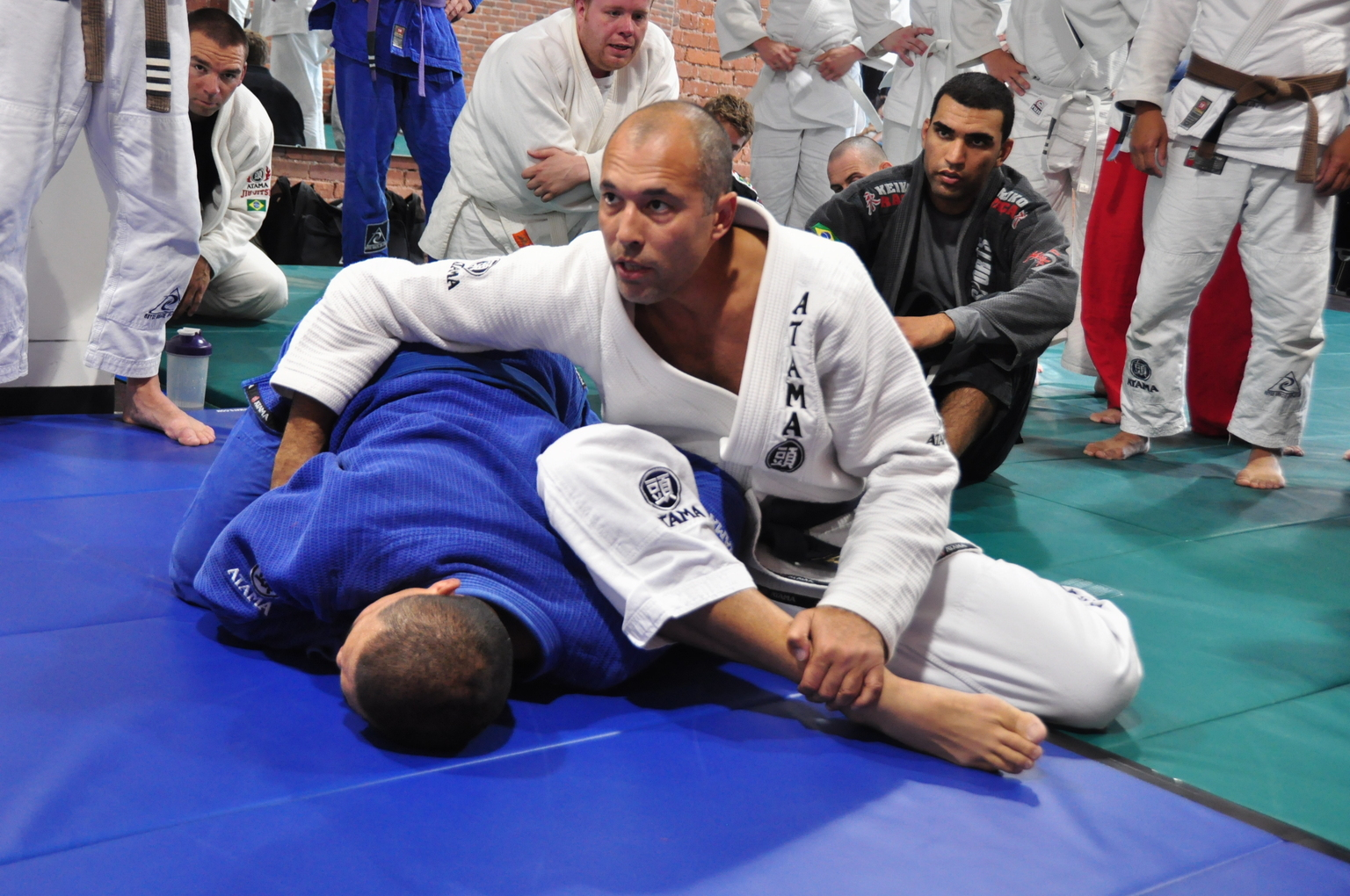
Royce Gracie realizando una omoplata.

Aunque es una llave efectiva, es más difícil de realizar que otras inmovilizaciones similares.

### Hammerlock

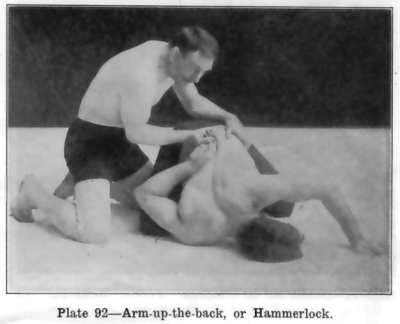
Un hammerlock demostrado en el curso por correspondencia Farmer Burns, 1913.

Hammerlock o llave de martillo es una inmovilización de hombro similar al Kimura lock donde el brazo del oponente es doblado contra su espalda y su mano empujada hacia arriba en dirección a su cuello, forzando así la articulación del hombro. Esta técnica es típicamente encontrada en procesos de inmovilización policiales, donde se emplea desde una posición de pie para colocar las esposas, ya que la presa, además de inmovilizar el brazo, produce suficiente dolor como para incapacitar la respuesta del oponente el tiempo suficiente para esta acción.